# Fedde le Grand
Pour les articles homonymes, voir Legrand.
Fedde le Grand, né le 7 septembre 1977 à Utrecht, est un disc jockey et producteur néerlandais.

## Biographie
Fedde le Grand se fait connaître grâce à son tube Put Your Hands Up For Detroit, qui se classe haut dans certains charts, et atteint notamment la première place au Royaume-Uni et en Finlande ; son autre single Let Me Think About It ayant atteint la première place en Bulgarie. 
Fedde le Grand commence sa carrière musicale dans l’un des plus prestigieux clubs néerlandais de l'époque, le Danssalon à Eindhoven où il devient résident. Fedde le Grand  se fait une solide réputation et ne tarde pas à se produire dans d'autres grands clubs. Depuis 1998, Fedde le Grand est considéré comme un DJ incontournable dans son pays natal. 
Fedde le Grand atteint la 22e place du classement des DJs internationaux établi par DJ Mag en 2007, la 29e en 2008 et 2009, la 21e en 2010, la 14e, la 26e en 2012, la 29e en 2013 et la 35e en 2014.
En 2003, son succès dépasse les frontières puisqu'il se produit dans les clubs et festivals du monde entier. Fedde Le Grand gagne le prix Best DJ Track au Burn FG DJ Awards 2007 avec son titre Put Your Hands Up For Detroit. Il crée avec son ami et disc jockey Funkerman, le label Flamingo Recordings.
Lors d'un interview pour le DJ Mag, Fedde Le Grand explique comment est venue la collaboration avec will.i.am : « Je regardais les MTV Europe Awards à la maison, et on demandait aux artistes sur le plateau TV de dire leurs morceaux préférés, et will.i.am a crié Put Your Hands Up For Detroit! En entendant cela, je suis littéralement tombé de mon canapé. Alors j'ai demandé s'il voulait faire une collaboration avec moi par téléphone. Il s'intéresse vraiment à tout. »

## Discographie

### Albums studio
| Titre          | Détails                                                                                | Meilleure position |
| Titre          | Détails                                                                                | P-B.               |
| -------------- | -------------------------------------------------------------------------------------- | ------------------ |
| Output         | - Sortie : 14 septembre 2009 - Label : Flamingo Records - Formats : CD, téléchargement | 63                 |
| Something Real | - Sortie : 26 février 2016 - Label : Ultra - Formats : CD, téléchargement              | 20                 |

### Singles
| Année                                                             | Titre                                                                   | Meilleure position | Meilleure position | Meilleure position | Meilleure position | Meilleure position | Meilleure position | Meilleure position | Meilleure position | Meilleure position | Meilleure position | Meilleure position | Meilleure position | Meilleure position | Album                             |
| Année                                                             | Titre                                                                   | P-B.               | ALL                | AUS                | AUT                | BEL (FL)           | BEL (WAL)          | DAN                | ESP                | FIN                | FRA                | R-U                | SUI                | SER                | Album                             |
| ----------------------------------------------------------------- | ----------------------------------------------------------------------- | ------------------ | ------------------ | ------------------ | ------------------ | ------------------ | ------------------ | ------------------ | ------------------ | ------------------ | ------------------ | ------------------ | ------------------ | ------------------ | --------------------------------- |
| 2004                                                              | Las Vegas                                                               | —                  | —                  | —                  | —                  | —                  | —                  | —                  | —                  | —                  | —                  | —                  | —                  | —                  |                                   |
| 2004                                                              | Get This Feeling                                                        | —                  | —                  | —                  | —                  | —                  | —                  | —                  | —                  | —                  | —                  | —                  | —                  | —                  | Electronic E.P.                   |
| 2005                                                              | The Vibe                                                                | —                  | —                  | —                  | —                  | —                  | —                  | —                  | —                  | —                  | —                  | —                  | —                  | —                  |                                   |
| 2005                                                              | I Miss You / Sono Na                                                    | —                  | —                  | —                  | —                  | —                  | —                  | —                  | —                  | —                  | —                  | —                  | —                  | —                  |                                   |
| 2006                                                              | Take No Shhhhhhhh (present The Flamingo Project)                        | —                  | —                  | —                  | —                  | —                  | —                  | —                  | —                  | —                  | —                  | —                  | —                  | —                  |                                   |
| 2006                                                              | U Know Who                                                              | —                  | —                  | —                  | —                  | —                  | —                  | —                  | —                  | —                  | —                  | —                  | —                  | —                  |                                   |
| 2006                                                              | Put Your Hands Up For Detroit                                           | 5                  | 59                 | 8                  | 56                 | 14                 | —                  | 5                  | —                  | 1                  | 34                 | 1                  | 61                 | —                  |                                   |
| 2006                                                              | Just Trippin' (feat. MC Gee)                                            | 40                 | —                  | —                  | —                  | —                  | —                  | —                  | —                  | —                  | —                  | —                  | —                  | —                  |                                   |
| 2007                                                              | Aah Yeah!                                                               | —                  | —                  | —                  | —                  | —                  | —                  | —                  | —                  | —                  | —                  | —                  | —                  | —                  | Electronic E.P.                   |
| 2007                                                              | The Creeps (vs. Camille Jones)                                          | 22                 | 82                 | 15                 | —                  | 14                 | 30                 | 12                 | —                  | 12                 | —                  | 7                  | —                  | —                  |                                   |
| 2007                                                              | Let Me Think About It (vs. Ida Corr)                                    | 5                  | 14                 | 14                 | 13                 | 21                 | —                  | 12                 | —                  | —                  | 29                 | 2                  | 23                 | 1                  |                                   |
| 2007                                                              | Wheels in Motion                                                        | 14                 | —                  | —                  | —                  | —                  | —                  | —                  | —                  | —                  | —                  | —                  | —                  | —                  |                                   |
| 2007                                                              | Mirror 07-07-07 (vs. Ida Corr)                                          | 22                 | —                  | —                  | —                  | —                  | —                  | —                  | —                  | —                  | —                  | —                  | —                  | —                  |                                   |
| 2008                                                              | Get This Feeling (ressortie)                                            | —                  | —                  | —                  | —                  | —                  | —                  | —                  | —                  | —                  | —                  | —                  | —                  | —                  |                                   |
| 2008                                                              | 3 Minutes to Explain (avec Funkerman feat. Dorothy & Andy Sherman)      | 39                 | —                  | —                  | —                  | —                  | —                  | —                  | 12                 | —                  | —                  | —                  | —                  | —                  | Output                            |
| 2009                                                              | F1                                                                      | —                  | —                  | —                  | —                  | —                  | —                  | —                  | —                  | —                  | —                  | —                  | —                  | —                  |                                   |
| 2009                                                              | The Joker (avec Funkerman)                                              | —                  | —                  | —                  | —                  | —                  | —                  | —                  | —                  | —                  | —                  | —                  | —                  | —                  |                                   |
| 2009                                                              | Amplifier / Pink Bird                                                   | —                  | —                  | —                  | —                  | —                  | —                  | —                  | —                  | —                  | —                  | —                  | —                  | —                  |                                   |
| 2009                                                              | Scared of Me (feat. Mitch Crown)                                        | 39                 | 80                 | —                  | —                  | —                  | —                  | —                  | —                  | —                  | —                  | —                  | —                  | —                  | Output                            |
| 2009                                                              | Output                                                                  | —                  | —                  | —                  | —                  | —                  | —                  | —                  | —                  | —                  | —                  | —                  | —                  | —                  | Output                            |
| 2009                                                              | Wanna Get Down                                                          | —                  | —                  | —                  | —                  | —                  | —                  | —                  | —                  | —                  | —                  | —                  | —                  | —                  |                                   |
| 2009                                                              | Let Me Be Real (feat. Mitch Crown)                                      | —                  | 89                 | —                  | —                  | —                  | —                  | —                  | —                  | —                  | —                  | —                  | —                  | —                  | Output                            |
| 2009                                                              | Praise You 2009 (vs. Fatboy Slim)                                       | —                  | —                  | —                  | —                  | —                  | —                  | —                  | —                  | —                  | —                  | —                  | —                  | —                  |                                   |
| 2010                                                              | Back & Forth (feat. Mr. V)                                              | —                  | —                  | —                  | —                  | —                  | —                  | —                  | —                  | —                  | —                  | —                  | —                  | 1                  | Output                            |
| 2010                                                              | An Old Technique (avec F-Man)                                           | —                  | —                  | —                  | —                  | —                  | —                  | —                  | —                  | —                  | —                  | —                  | —                  | —                  |                                   |
| 2010                                                              | New Life (avec Dany P-Jazz & Funkerman)                                 | —                  | —                  | —                  | —                  | —                  | —                  | —                  | —                  | —                  | —                  | —                  | —                  | 6                  | Output                            |
| 2010                                                              | Rockin' High (feat. Mitch Crown)                                        | —                  | —                  | —                  | —                  | —                  | —                  | —                  | —                  | —                  | —                  | —                  | —                  | —                  | Output                            |
| 2011                                                              | Autosave (avec Patric La Funk)                                          | —                  | —                  | —                  | —                  | —                  | —                  | —                  | —                  | —                  | —                  | —                  | —                  | 7                  |                                   |
| 2011                                                              | Running (vs. Sultan et Ned Shepard feat. Mitch Crown)                   | —                  | —                  | —                  | —                  | —                  | —                  | —                  | —                  | —                  | —                  | —                  | —                  | —                  |                                   |
| 2011                                                              | Metrum                                                                  | —                  | —                  | —                  | —                  | —                  | —                  | —                  | —                  | —                  | —                  | —                  | —                  | 6                  |                                   |
| 2011                                                              | So Much Love                                                            | —                  | —                  | —                  | —                  | —                  | —                  | —                  | —                  | —                  | —                  | —                  | —                  | 1                  |                                   |
| 2012                                                              | Turn It (avec Deniz Koyu & Johan Wedel)                                 | —                  | —                  | —                  | —                  | —                  | —                  | —                  | —                  | —                  | —                  | —                  | —                  | —                  |                                   |
| 2012                                                              | Sparks (avec Nicky Romero)                                              | —                  | —                  | —                  | —                  | —                  | —                  | —                  | —                  | —                  | —                  | —                  | —                  | —                  |                                   |
| 2012                                                              | Sparks (Turn Off Your Mind) (avec Nicky Romero feat. Matthew Koma)      | —                  | —                  | —                  | —                  | —                  | —                  | —                  | —                  | —                  | —                  | —                  | —                  | —                  |                                   |
| 2012                                                              | Raw                                                                     | —                  | —                  | —                  | —                  | —                  | —                  | —                  | —                  | —                  | —                  | —                  | —                  | —                  |                                   |
| 2013                                                              | Long Way From Home (avec Sultan et Ned Shepard)                         | 90                 | —                  | —                  | —                  | —                  | —                  | —                  | —                  | —                  | 150                | —                  | —                  | —                  |                                   |
| 2013                                                              | Rockin' 'N' Rollin                                                      | —                  | —                  | —                  | —                  | —                  | —                  | —                  | —                  | —                  | —                  | —                  | —                  | —                  |                                   |
| 2013                                                              | No Good (avec Sultan et Ned Shepard)                                    | —                  | —                  | —                  | —                  | —                  | —                  | —                  | —                  | —                  | 60                 | —                  | —                  | —                  |                                   |
| 2013                                                              | Where We Belong (avec Di-rect)                                          | 44                 | —                  | —                  | —                  | —                  | —                  | —                  | —                  | —                  | —                  | —                  | —                  | —                  |                                   |
| 2014                                                              | Don't Give Up                                                           | —                  | —                  | —                  | —                  | —                  | —                  | —                  | —                  | —                  | —                  | —                  | —                  | —                  |                                   |
| 2014                                                              | You Got This                                                            | —                  | —                  | —                  | —                  | —                  | —                  | —                  | —                  | —                  | —                  | —                  | —                  | —                  |                                   |
| 2014                                                              | Lion (Feel The Love) (avec Michael Calfan feat. Max'C)                  | —                  | —                  | —                  | —                  | —                  | —                  | —                  | —                  | —                  | —                  | —                  | —                  | —                  |                                   |
| 2014                                                              | You Got This                                                            | —                  | —                  | —                  | —                  | —                  | —                  | —                  | —                  | —                  | —                  | —                  | —                  | —                  |                                   |
| 2014                                                              | Twisted                                                                 | —                  | —                  | —                  | —                  | —                  | —                  | —                  | —                  | —                  | —                  | —                  | —                  | —                  |                                   |
| 2015                                                              | Robotic (avec Jewelz & Sparks)                                          | —                  | —                  | —                  | —                  | —                  | —                  | —                  | —                  | —                  | —                  | —                  | —                  | —                  |                                   |
| 2015                                                              | Tales of Tomorrow (vs. Dimitri Vegas & Like Mike feat. Julian Perretta) | —                  | —                  | —                  | 64                 | 2                  | 21                 | —                  | —                  | —                  | —                  | —                  | —                  | —                  |                                   |
| 2015                                                              | Falling (feat. Niels Geusebroek)                                        | —                  | —                  | —                  | —                  | —                  | —                  | —                  | —                  | —                  | —                  | —                  | —                  | —                  |                                   |
| 2015                                                              | Take me Home (avec Patric La Funk)                                      | —                  | —                  | —                  | —                  | —                  | —                  | —                  | —                  | —                  | —                  | —                  | —                  | —                  |                                   |
| 2015                                                              | Cinematic (feat. Denny White)                                           | —                  | —                  | —                  | —                  | —                  | —                  | —                  | —                  | —                  | —                  | —                  | —                  | —                  | Something Real                    |
| 2015                                                              | The Noise (Yeah Baby) (feat. Kepler)                                    | —                  | —                  | —                  | —                  | —                  | —                  | —                  | —                  | —                  | —                  | —                  | —                  | —                  | Something Real                    |
| 2015                                                              | Feel Good (avec Holl & Rush)                                            | —                  | —                  | —                  | —                  | —                  | —                  | —                  | —                  | —                  | —                  | —                  | —                  | —                  | Something Real                    |
| 2016                                                              | Give me Some (avec Merk & Kremont)                                      | —                  | —                  | —                  | —                  | —                  | —                  | —                  | —                  | —                  | —                  | —                  | —                  | —                  | Something Real                    |
| 2016                                                              | Keep on Believing                                                       | —                  | —                  | —                  | —                  | —                  | —                  | —                  | —                  | —                  | —                  | —                  | —                  | —                  | Something Real                    |
| 2016                                                              | Rhythm of the Night                                                     | —                  | —                  | —                  | —                  | —                  | —                  | —                  | —                  | —                  | —                  | —                  | —                  | —                  | Something Real                    |
| 2016                                                              | I Can Feel (avec Cobra Effect)                                          | —                  | —                  | —                  | —                  | —                  | —                  | —                  | —                  | —                  | —                  | —                  | —                  | —                  | Something Real                    |
| 2016                                                              | Immortal (feat. Erene)                                                  | —                  | —                  | —                  | —                  | —                  | —                  | —                  | —                  | —                  | —                  | —                  | —                  | —                  | Something Real                    |
| 2016                                                              | Down on Me                                                              | —                  | —                  | —                  | —                  | —                  | —                  | —                  | —                  | —                  | —                  | —                  | —                  | —                  | Something Real                    |
| 2017                                                              | Dancing Together                                                        | —                  | —                  | —                  | —                  | —                  | —                  | —                  | —                  | —                  | —                  | —                  | —                  | —                  | Monsta's Got Me Dancing For Years |
| 2017                                                              | Love's Gonna Get You (avec D.O.D.)                                      | —                  | —                  | —                  | —                  | —                  | —                  | —                  | —                  | —                  | —                  | —                  | —                  | —                  |                                   |
| 2017                                                              | Keep on Rising (vs. Ian Carey)                                          | —                  | —                  | —                  | —                  | —                  | —                  | —                  | —                  | —                  | —                  | —                  | —                  | —                  |                                   |
| 2017                                                              | Firestarter (avec Ida Corr feat. Shaggy)                                | —                  | —                  | —                  | —                  | —                  | —                  | —                  | —                  | —                  | —                  | —                  | —                  | —                  |                                   |
| 2017                                                              | Coco's Miracle (avec Dannic feat. Coco Star)                            | —                  | —                  | —                  | —                  | —                  | —                  | —                  | —                  | —                  | —                  | —                  | —                  | —                  |                                   |
| 2017                                                              | Wonder Years (feat. Adam McInnis)                                       | —                  | —                  | —                  | —                  | —                  | —                  | —                  | —                  | —                  | —                  | —                  | —                  | —                  | Monsta's Got Me Dancing For Years |
| 2017                                                              | Let Me Think About It (Celebration Mix) (avec Ida Corr)                 | —                  | —                  | —                  | —                  | —                  | —                  | —                  | —                  | —                  | —                  | —                  | —                  | —                  |                                   |
| 2018                                                              | Monsta                                                                  | —                  | —                  | —                  | —                  | —                  | —                  | —                  | —                  | —                  | —                  | —                  | —                  | —                  | Monsta's Got Me Dancing For Years |
| 2018                                                              | You Got Me Runnin'                                                      | —                  | —                  | —                  | —                  | —                  | —                  | —                  | —                  | —                  | —                  | —                  | —                  | —                  | Monsta's Got Me Dancing For Years |
| 2018                                                              | Flex (avec Funk Machine feat. General Levy)                             | —                  | —                  | —                  | —                  | —                  | —                  | —                  | —                  | —                  | —                  | —                  | —                  | —                  |                                   |
| 2018                                                              | Hit the Club (avec Raiden)                                              | —                  | —                  | —                  | —                  | —                  | —                  | —                  | —                  | —                  | —                  | —                  | —                  | —                  |                                   |
| 2018                                                              | The Gaming Beat (feat. Kris Kiss)                                       | —                  | —                  | —                  | —                  | —                  | —                  | —                  | —                  | —                  | —                  | —                  | —                  | —                  | The Gaming Beat Charity           |
| 2018                                                              | You Lift Me Up                                                          | —                  | —                  | —                  | —                  | —                  | —                  | —                  | —                  | —                  | —                  | —                  | —                  | —                  | The Gaming Beat Charity           |
| 2018                                                              | Scream Out Loud                                                         | —                  | —                  | —                  | —                  | —                  | —                  | —                  | —                  | —                  | —                  | —                  | —                  | —                  | The Gaming Beat Charity           |
| 2019                                                              | All Over the World                                                      | —                  | —                  | —                  | —                  | —                  | —                  | —                  | —                  | —                  | —                  | —                  | —                  | —                  |                                   |
| 2019                                                              | Like We Do                                                              | —                  | —                  | —                  | —                  | —                  | —                  | —                  | —                  | —                  | —                  | —                  | —                  | —                  |                                   |
| 2019                                                              | Skank                                                                   | —                  | —                  | —                  | —                  | —                  | —                  | —                  | —                  | —                  | —                  | —                  | —                  | —                  |                                   |
| 2020                                                              | Dancing Shoes (avec Josh Cumbee)                                        | —                  | —                  | —                  | —                  | —                  | —                  | —                  | —                  | —                  | —                  | —                  | —                  | —                  |                                   |
| 2020                                                              | To The Top (avec Marc Benjamin)                                         | —                  | —                  | —                  | —                  | —                  | —                  | —                  | —                  | —                  | —                  | —                  | —                  | —                  |                                   |
| 2020                                                              | 1234 (avec Afrojack feat. MC Ambush)                                    | —                  | —                  | —                  | —                  | —                  | —                  | —                  | —                  | —                  | —                  | —                  | —                  | —                  |                                   |
| 2020                                                              | Clap Your Hands (avec Dimitri Vegas & Like Mike & W&W)                  | —                  | —                  | —                  | —                  | —                  | —                  | —                  | —                  | —                  | —                  | —                  | —                  | —                  |                                   |
| 2020                                                              | You Should Know (avec Sam Feldt feat. Craig Smart)                      | —                  | —                  | —                  | —                  | —                  | —                  | —                  | —                  | —                  | —                  | —                  | —                  | —                  |                                   |
| 2020                                                              | Gatekeeper (avec Ally Brooke)                                           | —                  | —                  | —                  | —                  | —                  | —                  | —                  | —                  | —                  | —                  | —                  | —                  | —                  |                                   |
| 2021                                                              | Bang Bang (avec 22Bullets)                                              | —                  | —                  | —                  | —                  | —                  | —                  | —                  | —                  | —                  | —                  | —                  | —                  | —                  |                                   |
| 2021                                                              | In Love With You (avec Melo.Kids)                                       | —                  | —                  | —                  | —                  | —                  | —                  | —                  | —                  | —                  | —                  | —                  | —                  | —                  |                                   |
| 2021                                                              | Sucker for Love (avec Nome feat. Amanda Collis)                         | —                  | —                  | —                  | —                  | —                  | —                  | —                  | —                  | —                  | —                  | —                  | —                  | —                  |                                   |
| 2021                                                              | Losing Control (avec Melo.Kids)                                         | —                  | —                  | —                  | —                  | —                  | —                  | —                  | —                  | —                  | —                  | —                  | —                  | —                  |                                   |
| 2021                                                              | Same Thing (avec Love Harder feat. Amy Grace)                           | —                  | —                  | —                  | —                  | —                  | —                  | —                  | —                  | —                  | —                  | —                  | —                  | —                  |                                   |
| 2021                                                              | Devils (avec Vince Freeman)                                             | —                  | —                  | —                  | —                  | —                  | —                  | —                  | —                  | —                  | —                  | —                  | —                  | —                  |                                   |
| 2021                                                              | Tokyo Lights (avec Noel Holler feat. French Original)                   | —                  | —                  | —                  | —                  | —                  | —                  | —                  | —                  | —                  | —                  | —                  | —                  | —                  |                                   |
| 2021                                                              | Heaven (avec Robert Falcon feat. Sofia Quinn)                           | —                  | —                  | —                  | —                  | —                  | —                  | —                  | —                  | —                  | —                  | —                  | —                  | —                  |                                   |
| 2021                                                              | Bounce That                                                             | —                  | —                  | —                  | —                  | —                  | —                  | —                  | —                  | —                  | —                  | —                  | —                  | —                  |                                   |
| 2022                                                              | Wouldn't Be Me (avec 22Bullets feat. Jamie)                             | —                  | —                  | —                  | —                  | —                  | —                  | —                  | —                  | —                  | —                  | —                  | —                  | —                  |                                   |
| 2022                                                              | One Way Up (avec American Authors)                                      | —                  | —                  | —                  | —                  | —                  | —                  | —                  | —                  | —                  | —                  | —                  | —                  | —                  |                                   |
| 2022                                                              | Nothing's Gonna Hurt You                                                | —                  | —                  | —                  | —                  | —                  | —                  | —                  | —                  | —                  | —                  | —                  | —                  | —                  |                                   |
| 2022                                                              | Down (avec 22Bullets)                                                   | —                  | —                  | —                  | —                  | —                  | —                  | —                  | —                  | —                  | —                  | —                  | —                  | —                  |                                   |
| 2022                                                              | Shake That Ass                                                          | —                  | —                  | —                  | —                  | —                  | —                  | —                  | —                  | —                  | —                  | —                  | —                  | —                  |                                   |
| 2022                                                              | Marco Polo (avec Carta & Paradigm feat. Amely)                          | —                  | —                  | —                  | —                  | —                  | —                  | —                  | —                  | —                  | —                  | —                  | —                  | —                  |                                   |
| 2022                                                              | Free                                                                    | —                  | —                  | —                  | —                  | —                  | —                  | —                  | —                  | —                  | —                  | —                  | —                  | —                  |                                   |
| 2022                                                              | Let the Groove Be                                                       | —                  | —                  | —                  | —                  | —                  | —                  | —                  | —                  | —                  | —                  | —                  | —                  | —                  |                                   |
| 2022                                                              | I Used to Think (avec Melo.Kids & Mila Falls)                           | —                  | —                  | —                  | —                  | —                  | —                  | —                  | —                  | —                  | —                  | —                  | —                  | —                  |                                   |
| 2023                                                              | B2B (feat. Muntu)                                                       | —                  | —                  | —                  | —                  | —                  | —                  | —                  | —                  | —                  | —                  | —                  | —                  | —                  |                                   |
| 2023                                                              | All Over the World 2023                                                 | —                  | —                  | —                  | —                  | —                  | —                  | —                  | —                  | —                  | —                  | —                  | —                  | —                  |                                   |
| 2023                                                              | Elektro                                                                 | —                  | —                  | —                  | —                  | —                  | —                  | —                  | —                  | —                  | —                  | —                  | —                  | —                  |                                   |
| 2023                                                              | To the Lonely (avec Simon Ward)                                         | —                  | —                  | —                  | —                  | —                  | —                  | —                  | —                  | —                  | —                  | —                  | —                  | —                  |                                   |
| "—" signifie que le titre n'est pas classé ou sorti dans le pays. |                                                                         |                    |                    |                    |                    |                    |                    |                    |                    |                    |                    |                    |                    |                    |                                   |

### Remixes
2004
- Anita Kelsey - Every Kiss (Fedde Le Grand Remix)

2005
- Funkerman & Raf - Rule The Night (Robin M & Fedde Le Grand Remix)
- Erick E - Boogie Down (FLG Dry Clean Remix)
- Funkerman - The One (Fedde Le Grand & Robin M Remix)

2006
- Camille Jones - The Creeps (Fedde Le Grand Remix)
- Tall Paul - Rock Da House (Fedde Le Grand Remix)
- Erick E feat. Gina J - Boogie Down (Fedde Le Grand Remix)
- Freeform Five - No More Conversations (Fedde Le Grand Remix)
- Olav Basoski feat. Mc Spyder - Like Dis (Fedde Le Grand Remix)
- Erick E - The Beat Is Rockin' (Fedde Le Grand Remix)
- Sharam - PATT (Party All The Time) (Fedde Le Grand Remix)
- The Star Alliance feat. Sheila Ferguson - He's a Runner (Fedde Le Grand Remix)
- Roog & Greg feat. Anita Kelsey - Wicked World (Fedde Le Grand Remix)

2007
- The Factory - Couldn't Love You More (Fedde Le Grand's Big Room Remix)
- Robbie Williams - Bongo Bong (Fedde Le Grand Remix)
- Mr. V feat. Miss Patty - Da Bump (Fedde Le Grand's Flamingo Project Remix)
- Samim - Heater (Fedde Le Grand Remix)
- Ida Corr - Let Me Think About It (Fedde Le Grand Remix)
- Antor DJ's - The Party 07 (Le Grand Remix)
- Ron Carroll - Walking Down The Street (The N... Song) (Fedde Le Grand Flamingo Remix)

2008
- Martin Solveig - C'est la vie (Fedde vs. Martin Club Mix)
- Madonna - Give It 2 Me (Fedde Le Grand Remix)
- Stereo MC's - Black Gold (Fedde Le Grand Remix)
- Dany P - Nu Life (Fedde Le Grand & Funkerman Remix)
- Kraak & Smaak feat. Ben Westbeech - Squeeze Me (Fedde Le Grand Remix)
- Will.i.am - The Donque Song (Fedde Le Grand Pinkbird Dub Remix)
- Coldplay - Clocks (Fedde Le Grand Remix)
- Madonna - Hung Up (Fedde Le Grand Remix)

2009
- Jan Delay - Disko (Fedde Le Grand Remix)
- Cunnie Williams feat. Monie Love - Saturday 2009 (Fedde Le Grand Dub Mix)
- Sono - Keep Control Plus (Fedde Le Grand Remix)
- Many More - Viagria (FLG Remix)
- Fedde Le Grand feat. Mitch Crown - Let Me Be Real (FLG Dub Vox)
- Fedde Le Grand feat. Mitch Crown - Let Me Be Real (FLG & Robin M. Christopher Remix)
- Fatboy Slim - Praise You 2009 (FLG Remix)

2010
- Fedde Le Grand vs. Danny P-Jazz - New Life (Fedde Le Grand & Funkerman Re-Edit)
- Benny Benassi featuring Kelis & Apl.de.ap & Jean Baptiste - Spaceship (Fedde Le Grand Remix)
- Everything but the Girl - Missing (Fedde Le Grand Remix)

2011
- Technotronic - Pump Up the Jam (Fedde Le Grand vs. Funkerman Remix)
- Goldfish - Soundtracks & Comebacks (Fedde Le Grand Remix)
- Rye Rye feat. Robyn - Never Will Be Mine (Fedde Le Grand Remix)
- David Guetta feat. Taio Cruz & Ludacris - Little Bad Girl (Fedde Le Grand Remix)
- Coldplay - Paradise (Fedde Le Grand Remix)
- Rage Against the Machine - Killing in the Name (Fedde Le Grand Remix)

2012
- Digitalism - Zdarlight (Fedde Le Grand & Deniz Koyu Remix)

2013
- Timeflies - I Choose U (Fedde Le Grand Remix)
- Nikki Williams - Glowing (Fedde Le Grand Remix)

2014
- Kamaliya - Never Wanna Hurt You (Bad Love, Baby) (Fedde Le Grand Remix)
- Shakira feat. Rihanna - Can't Remember to Forget You (Fedde Le Grand Remix)
- Mariah Carey - You're Mine (Eternal) (Fedde Le Grand Remix)
- Faky - P.O.V. (Fedde Le Grand Remix)
- Michael Jackson & Justin Timberlake - Love Never Felt So Good (Fedde Le Grand Remix)
- Mary Lambert - Secrets (Fedde Le Grand Remix)
- Naughty Boy feat. Sam Romans - Home (Fedde Le Grand Remix)
- Nicky Romero & Vicetone feat. When We Are Wild - Let Me Feel (Fedde Le Grand Remix)

2015
- Madonna feat. Nicki Minaj - Bitch I'm Madonna (Fedde Le Grand Remix)
- Faithless - Insomnia 2.0 (Fedde Le Grand Remix)

2018
- The Chainsmokers feat. Emily Warren - Side Effects (Fedde Le Grand Remix)
- Loud Luxury & Anders - Love No More (Fedde Le Grand Remix)

2019
- Matoma feat. MNEK & Kiana Ledé - Bruised Not Broken (Fedde Le Grand Remix)
- Charlie Puth - Mother (Fedde Le Grand Remix)

2020
- Josh Cumbee - Worth Missing (Fedde Le Grand Remix)

2021
- Sigala & Rita Ora - You for Me (Fedde Le Grand Remix)

2023
- D*Note - Shed My Skin (Fedde Le Grand Remix)
- Baker Grace - Comfortable (Fedde Le Grand Remix)
- Twocolors - Heave Metal Love (Fedde Le Grand Remix)
- Static Revenger - Happy People (Fedde Le Grand Remix)